# Hyatt Hotels Corporation

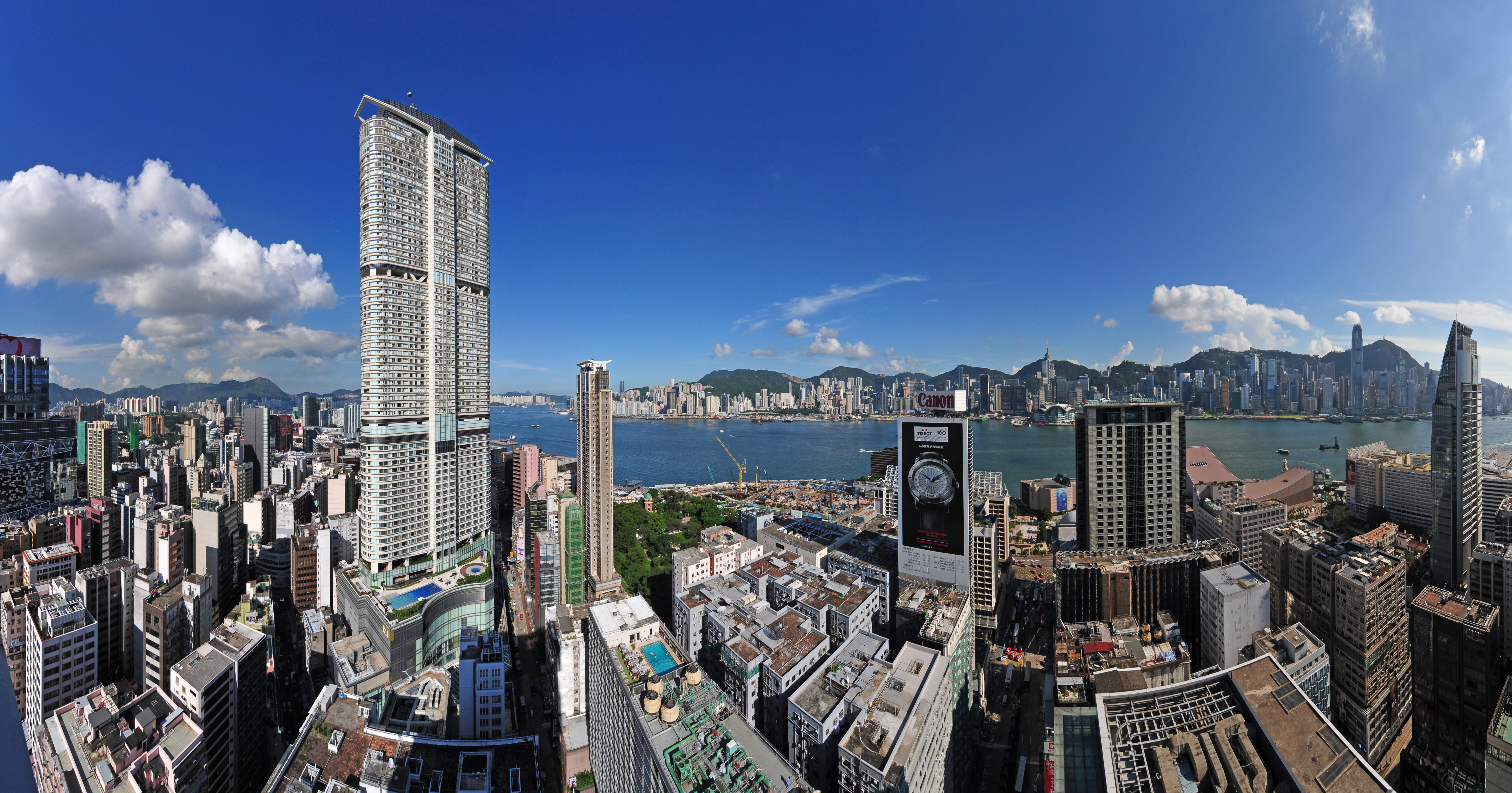
Hyatt Regency, Hongkong, Tsim Sha Tsui

Hyatt Hotels Corporation — міжнародна мережа готелів найвищого рівня, штаб квартира якої знаходиться у Чикаго. Мережу було засновано у 1957 році. Згідно з даними Hoovers, власником мережі є родина Пріцкер.

## Діяльність
На 30 вересня 2014 до мережі входять 573 готеля у 48 країнах світу. Вони працюють під брендами:
- - Park Hyatt
  - Andaz
  - Grand Hyatt
  - Hyatt Hotels
  - Hyatt Regency
  - Hyatt Place
  - Hyatt House
  - Hyatt Zilara
  - Hyatt Ziva
  - Hyatt Residence Club

## Hyatt в Україні
23 липня 2007 в Києві було відкрито «Hyatt Regency Kyiv». Готель розташований у центрі міста, на Софійській площі.